# Bernhard Lehmann

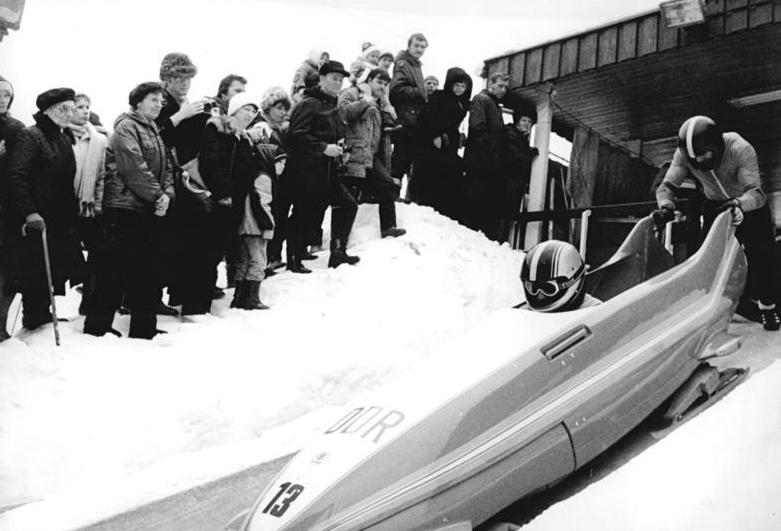
Bernhard Lehmann mit Bogdan Musiol beim Start im Zweierbob bei den DDR-Meisterschaften 1984

Bernhard Lehmann (* 11. November 1948 in Großräschen) ist ein ehemaliger deutscher Bobfahrer.

## Leben
Bernhards Vater war Helmut Lehmann, Trainer der Handball-Oberliga-Mannschaft Traktor Lommatzsch und somit wurde er zunächst Feldhandball-Spieler. Mit 17 Jahren durfte er mit einer Sondergenehmigung für Aktivist Sedlitz und die Bezirksauswahl von Cottbus spielen. Beruflich schlug er die Offizierslaufbahn bei der NVA ein. Dort gewann er 1973 den Fernwettkampf, bestehend aus einem 3000-m-Lauf, Tauklettern und Handgranaten-Weitwurf. Als Sportoffizier wurde der Oberleutnant schließlich in Oranienburg und im Bezirk Magdeburg eingesetzt. 1974 meldete er sich beim ASK Vorwärts Oberhof als Bobsportler an und wurde dort von Erich Enders trainiert.
Es dauerte nur ein halbes Jahr, bis er mit Jochen Babock Fünfter der DDR-Meisterschaften und Zweiter beim vorolympischen Test in Igls wurde. 1976 wurde er Anschieber in Meinhard Nehmers Viererbob und gewann mit diesem die Goldmedaille bei den Olympischen Winterspielen in Innsbruck und bei den Weltmeisterschaften in Igls. Danach wurde Lehmann Bobpilot. 1983 gewann er den Titel bei den Europameisterschaften in Igls im Zweier. 1984 wurde er DDR-Meister im Zweier. Die Olympischen Winterspiele 1984 in Sarajevo beendete er in beiden Bobs mit seiner Anschiebercrew Bogdan Musiol, Ingo Voge und Eberhard Weise als Silbermedaillengewinner hinter seinem Landsmann Wolfgang Hoppe. Im Jahr nach den Spielen wurde Lehmann Weltmeister im Vierer. Zum Ende seiner Karriere nahm er nochmals an den Olympischen Spielen in Calgary teil und gewann im Zweierbob die Bronzemedaille. Für den Vierer-Bewerb wurde er nicht nominiert, so dass er seinen Rücktritt ankündigte.
Nach der Wende wurde Lehmann, der heute in Winterberg lebt, Landestrainer von Nordrhein-Westfalen, heute trainierte zum Beispiel die Olympiasiegerin und Weltmeisterin Sandra Kiriasis.

## Auszeichnungen
- 1976 – Vaterländischer Verdienstorden in Silber
- 1986 – Vaterländischer Verdienstorden in Gold
- 1988 – Stern der Völkerfreundschaft in Silber